# Lope de Vega
Félix Lope de Vega y Carpio (tiếng Tây Ban Nha: [ˈlope ðe ˈβeɣa]; 25 tháng 11 năm 1562 – 27 tháng 8 năm 1635) 
nhà viết kịch, nhà thơ và tiểu thuyết gia người Tây Ban Nha. Ông là mọt trong những nhà văn Tây Ban Nha  trong thế kỷ vàng của văn chương baroque. Danh tiếng của ông trong văn chương Tây Ban Nha chỉ đứng sau Cervantes, trong khi số lượng tác phẩm văn học của ông rất lớn, khiến ông trở thành một trong những tác giả viết nhiều nhất trong lịch sử văn học.

## Danh sách tác phẩm

### Kịch
Danh sách các tác phẩm nổi tiếng:
- El maestro de danzar (1594) (The Dancing Master)
- Los locos de Valencia (Madness in Valencia)
- El acero de Madrid (The Steel of Madrid)
- El perro del Hortelano (The Gardener's Dog, một phiên bản của truyện cổ tích The Dog in the Manger)
- La viuda valenciana (The Widow from Valencia)
- Peribáñez y el comendador de Ocaña
- Fuenteovejuna
- El anzuelo de Fenisa (Fenisa's Hook)
- El cordobés valeroso Pedro Carbonero
- Mujeres y criados (Women and Servants)
- El mejor alcalde, el Rey (The Best Mayor, The King)
- El Nuevo Mundo descubierto por Cristóbal Colón (The New World Discovered by Christopher Columbus)
- El caballero de Olmedo (The Knight of Olmedo)
- La dama boba (The Stupid Lady; The Lady-Fool)
- El amor enamorado
- El castigo sin venganza (Justice Without Revenge)
- Las bizarrías de Belisa
- El mayordomo de la duquesa de Amalfi (The Duchess of Amalfi's Steward)
- Lo Fingido Verdadero (What you Pretend Has Become Real)
- El niño inocente de La Guardia (The Innocent Child of La Guardia)

### Opera
- La selva sin amor (18 tháng 12 năm 1627) (The Lovelorn Forest), bản  operetta / zarzuela[1] đầu tiên tiếng Tây Ban Nha.

### Các bài thơ nổi tiếng
- La Dragontea (1598) ("Drake the Pirate")
- El Isidro (1599) ("Isidro")
- La hermosura de Angélica (1602) ("The Beauty of Angelica")
- Rimas (1602) ("Rhymes")
- Arte nuevo de hacer comedias (1609)
- Jerusalén conquistada (1609)
- Rimas sacras (1614)
- La Filomena (1621)
- La Circe (1624)
- El laurel de Apolo (1630)
- La Gatomaquia (1634)
- Rimas humanas y divinas del licenciado Tomé de Burguillos (1634)

### Văn xuôi
- Arcadia (xuất bản 1598) (The Arcadia), truyện tình văn xuôi, xen kẽ với thơ.
- El peregrino en su patria (published 1604) (The Pilgrim in his Own Country), chuyển thể từ các tiểu thuyết Byzantine
- Pastores de Belen: prosas y versos divinos (xuất bản 1614)
- Novelas a Marcia Leonarda
  - Las fortunas de Diana (xuất bản 1621)
  - La desdicha por la honra (xuất bản 1624)
  - La más prudente venganza (xuất bản 1624)
  - Guzmán el Bravo (xuất bản 1624)
- La Dorotea (xuất bản 1632)